# Kuzmice (okres Topoľčany)
Kuzmice (Hongaars: Nyitrakozma) is een Slowaakse gemeente in de regio Nitra, en maakt deel uit van het district Topoľčany.
Kuzmice telt 724 inwoners.